# Cluthia
Cluthia is een geslacht van kreeftachtigen uit de klasse van de Ostracoda (mosselkreeftjes).

## Soorten
- Cluthia adesa Ciampo, 1986 †
- Cluthia antiqua Ayress & Drapala, 1996 †
- Cluthia australis Ayress & Drapala, 1996
- Cluthia cluthae (Brady, Crosskey & Robertson, 1874) Neale, 1973 †
- Cluthia foresteri Brouwers, 1990
- Cluthia ishizakii Zhao (Yi-Chun) (Quan-Hong) in Wang et al., 1988
- Cluthia japonica Tabuki, 1986 †
- Cluthia keiji Neale, 1975 †
- Cluthia keiyi Neale, 1975
- Cluthia miocenica Szczechura, 1986 †
- Cluthia praekeiji Colalongo & Pasini, 1980 †
- Cluthia undata Colalongo & Pasini, 1980 †